# Harry Crerar
El General Henry Duncan Graham «Harry» Crerar CH, CB, DSO, CD, PC (28 d'abril de 1888 - 1 d'abril de 1965) fou un oficial superior de l'exèrcit canadenc que es va convertir en el "cap de camp principal" del país a la Segona Guerra Mundial, on va comandar el Primer Exèrcit canadenc.

## Biografia
Harry va néixer a Hamilton, Ontario, fill de l'advocat Peter Crerar i Marion Stinson Crerar. Abans del servei militar, va treballar com a enginyer a la comissió hidroelèctrica d'Ontario, on va fundar el departament d'investigació el 1912. Va assistir i es va graduar al Col·legi Superior del Canadà i al Highfield School a Hamilton el 1906, i després va anar al Col·legi Militar Reial del Canadà, a Kingston.
Va ser promogut fins al rang de tinent coronel d'artilleria a la Primera Guerra Mundial.
A diferència de la majoria d'oficials, va romandre a l'exèrcit després de la guerra. Després d'haver assistit al Staff College, Camberley de 1923 a 1924, seguit de l'Imperial Defense College el 1931, va ser nomenat Director d'Operacions Militars i Intel·ligència Militar el 1935 i Comandant del Reial Col·legi Militar del Canadà el 1939.

### Segona Guerra Mundial
Va exercir a la Segona Guerra Mundial inicialment com a brigadier a l'Estat Major a la seu militar canadenca a Anglaterra. A principis de 1940 va ser nomenat vice-cap de l'estat major al Canadà i, més tard, es va convertir en cap de l'estat major general.
Promogut al rang de major general, es va convertir en Oficial General Comandant (GOC) de la 2a divisió d'infanteria canadenca, que després va ser estacionada a Anglaterra el 1941. L'any següent va ser ascendit a tinent general i va assumir el comandament del I Cos canadenc a Anglaterra i va conduir el cos a l'estranger a Itàlia, lluitant breument en la campanya italiana.
El març de 1944 va tornar a Anglaterra i va ser promogut de nou, aquesta vegada al comandament del Primer Exèrcit canadenc. Tot i que va ser designat com a Primer Exèrcit canadenc, contenia una quantitat important de tropes britàniques i poloneses, incloent-hi tot el I Cos britànic, comandat pel tinent general John Crocker, juntament amb la 1a divisió blindada polonesa i altres tropes. de diversos països europeus. El primer exèrcit va ser retingut pel general Sir Bernard Montgomery, comandant del grup 21è Grup d'Exèrcits, durant les primeres setmanes de la campanya de Normandia.
El Primer Exèrcit va continuar lluitant en l'Operació Totalització i en l'Operació Tractable i a la batalla de la Bossa de Falaise, seguit de la neteja de la costa del Canal. Crerar s'estava recuperant d'un atac de disenteria durant la batalla de l'Escalda a l'octubre de 1944 i el seu paper de GOC va ser assumit pel tinent general Guy Simonds, comandant del II Cos canadenc. El Primer Exèrcit de Crerar, reforçat amb el XXX Cos britànic, sota el tinent general Brian Horrocks, va tenir un paper important en la batalla del bosc de Reichswald, es va anomenar operació Veritable. El Primer Exèrcit, ara format per I Cos canadenc, va continuar a participar en la invasió dels Aliats occidentals d'Alemanya i en l'alliberament dels Països Baixos.
El final de la Segona Guerra Mundial a Europa es va produir poc després.

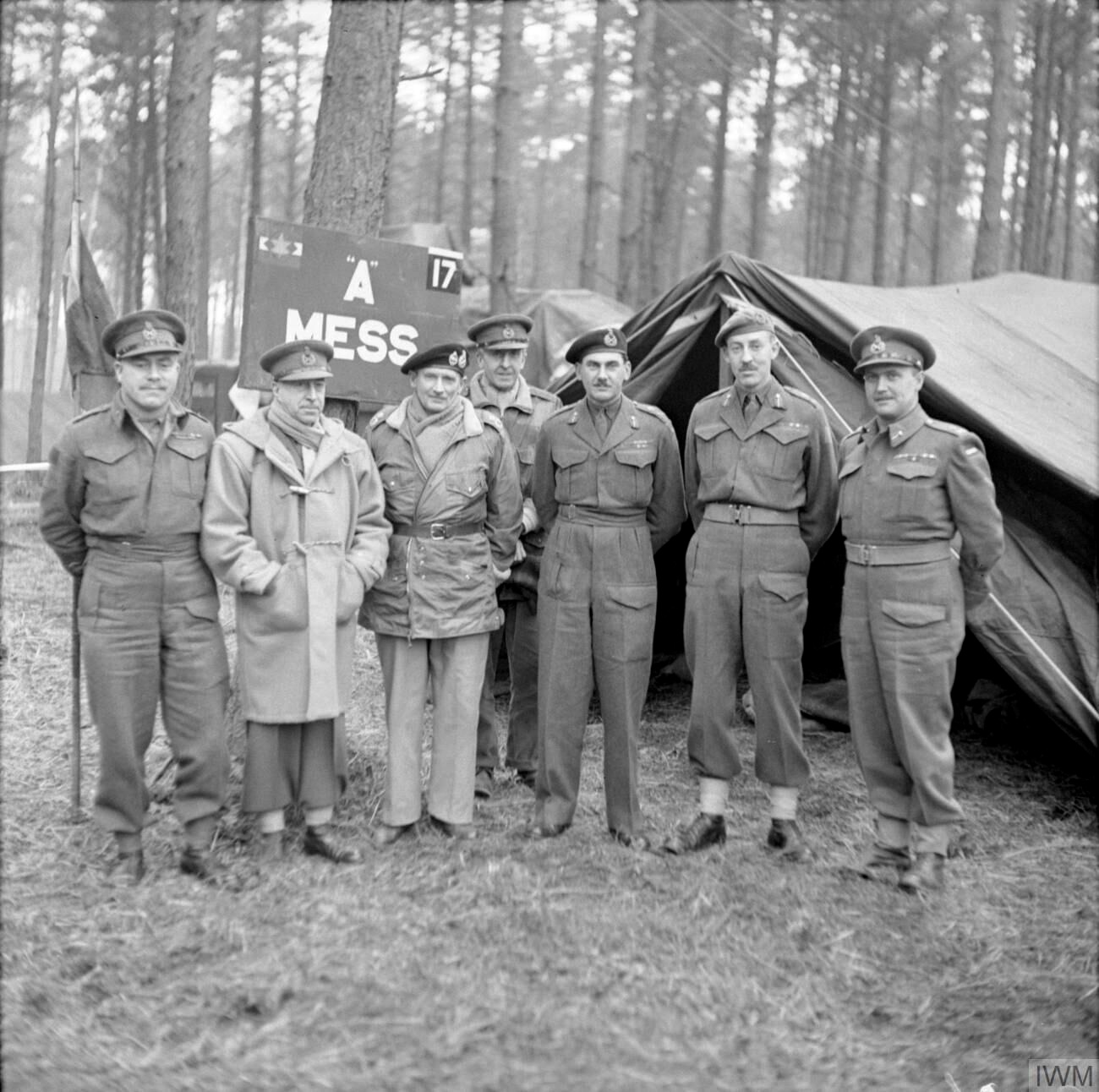
Major General C. Vokes, General H. D. C. Crerar, mariscal de camp Sir B. L. Montgomery, tinent general B. G. Horrocks, tinent general G. C. Simonds, Major General D. C. Spry, i Major General A. B. Mathews.

Crerar va aparèixer a la portada del 18 de setembre de 1944 de la revista Time. El novembre de 1944 va ser ascendit a general.
Ha estat descrit com un administrador capaç i políticament astut. Les valoracions sobre la seva actuació com a comandant militar van des de "mediocres" fins a "competents". Montgomery va considerar que el general Simonds hauria estat una opció millor per comandar el 1r exèrcit canadenc.

### Comiat
Un rètol de comiat publicat en nom del general HDG Crerar a les tropes del primer exèrcit canadenc que sortien dels Països Baixos el 1945 deia: «Aquí us desitgem un viatge satisfactori i ràpid a casa i que trobareu la felicitat al final. Es torna amb la vostra part de la magnífica reputació que guanyen els canadencs en totes les operacions en què han participat en aquesta guerra. Una bona reputació és una possessió més enllà del preu. Mantingueu-lo - pel bé de tots nosaltres, passat i present - en els dies vinents. Sé que obtindreu una gran benvinguda al vostre retorn. Comproveu que les unitats i esborranys canadencs que se succeeixen després d'obtenir una "benvinguda llar" igual de bona quan tornen. Molta sort a cadascun de vosaltres, i gràcies per tot. (HDG Crerar) General»

### Postguerra
Crerar va arribar a Halifax, Canadà, a bord del transport de tropa SS Île de France, amb 980 veterans de la Segona Guerra Mundial canadenc el 5 d'agost de 1945. Va tornar a Ottawa dos dies després. Crerar es va retirar de l'exèrcit el 1946 i després va ocupar càrrecs diplomàtics a Txecoslovàquia, els Països Baixos i Japó .
Durant el debat sobre la bandera del 1963 al 64, va creure que l'ensenya vermella canadenca hauria de ser la bandera nacional del Canadà.
Crerar va ser jurat al Consell Privat de la Reina per a Canadà el 25 de juny de 1964.
Va morir a Ottawa l'1 d'abril de 1965.

## Dates de Promoció
- Brigadier - 1940
- Major General - 1941
- Tinent General - 1942
- General - novembre de 1944

## Condecoracions
- Company d'Honor
- Company de l'Orde del Bany
- Orde del Servei Distingit
- Estrella de 1914
- Medalla Britànica de la Guerra 1914-20
- Medalla de la Victòria 1914-1918
- 1 Menció als Despatxos
- Estrella de 1939-45
- Estrella d'Itàlia
- Estrella de França i Alemanya
- Medalla de la Defensa
- Medalla del Jubileu de Plata del Rei Jordi V 1935
- Medalla de la Coronació del Rei Jordi VI 1937
- Creu de plata de l'orde Virtuti Militari (Polònia)
- Medalla del Servei Distingit a l'Exèrcit (Estats Units)
- Comandant de la Legió del Mèrit (Estats Units)
- Comandant de la Legió d'Honor (França)
- Creu de Guerra 1939-1945 (França)
- Comandant de l'Orde de la Corona (Bèlgica)
- Venerable Orde de Sant Joan
- Condecoració de les Forces Canadenques